# (32817) 1991 PZ5
1991 PZ5 (asteroide 32817) é um asteroide da cintura principal. Possui uma excentricidade de 0.09398930 e uma inclinação de 7.69845º.
Este asteroide foi descoberto no dia 6 de agosto de 1991 por Eric Walter Elst em La Silla.